# Guilherme de Jesus da Silva
Guilherme de Jesus da Silva, meglio noto come Tinga (Porto Alegre, 1º settembre 1993), è un calciatore brasiliano, difensore del Fortaleza.

## Palmarès

### Club

#### Competizioni nazionali
- Campeonato Brasileiro Série B: 1

Fortaleza: 2018

#### Competizioni statali
- Campionato Cearense: 6

Fortaleza: 2015, 2019, 2020, 2021, 2022, 2023

#### Competizioni regionali
- Copa do Nordeste: 3

Fortaleza: 2019, 2022, 2024